# 神田正辉
神田正辉（1950年12月21日—）是一位日本演员和主持人。

## 生平
1950年出生于日本东京都港区，毕业于日本大学艺术学部电影学科。1973年加入石原裕次郎创建的事务所，1976年出演日本電視台的《大都会》系列正式出道。1985年与歌手松田圣子结婚，1997年离婚。

## 家庭
母亲是演员旭辉子，前妻是歌手松田圣子，女儿是演员神田沙也加。